# Майдан (Дубенский район)
Майда́н (укр. Майдан) — село в Семидубской сельской общине Дубенского района Ровненской области Украины.
Население по переписи 2001 года составляло 454 человека. Почтовый индекс — 35661. Телефонный код — 3656. Код КОАТУУ — 5621683201.

## Галерея

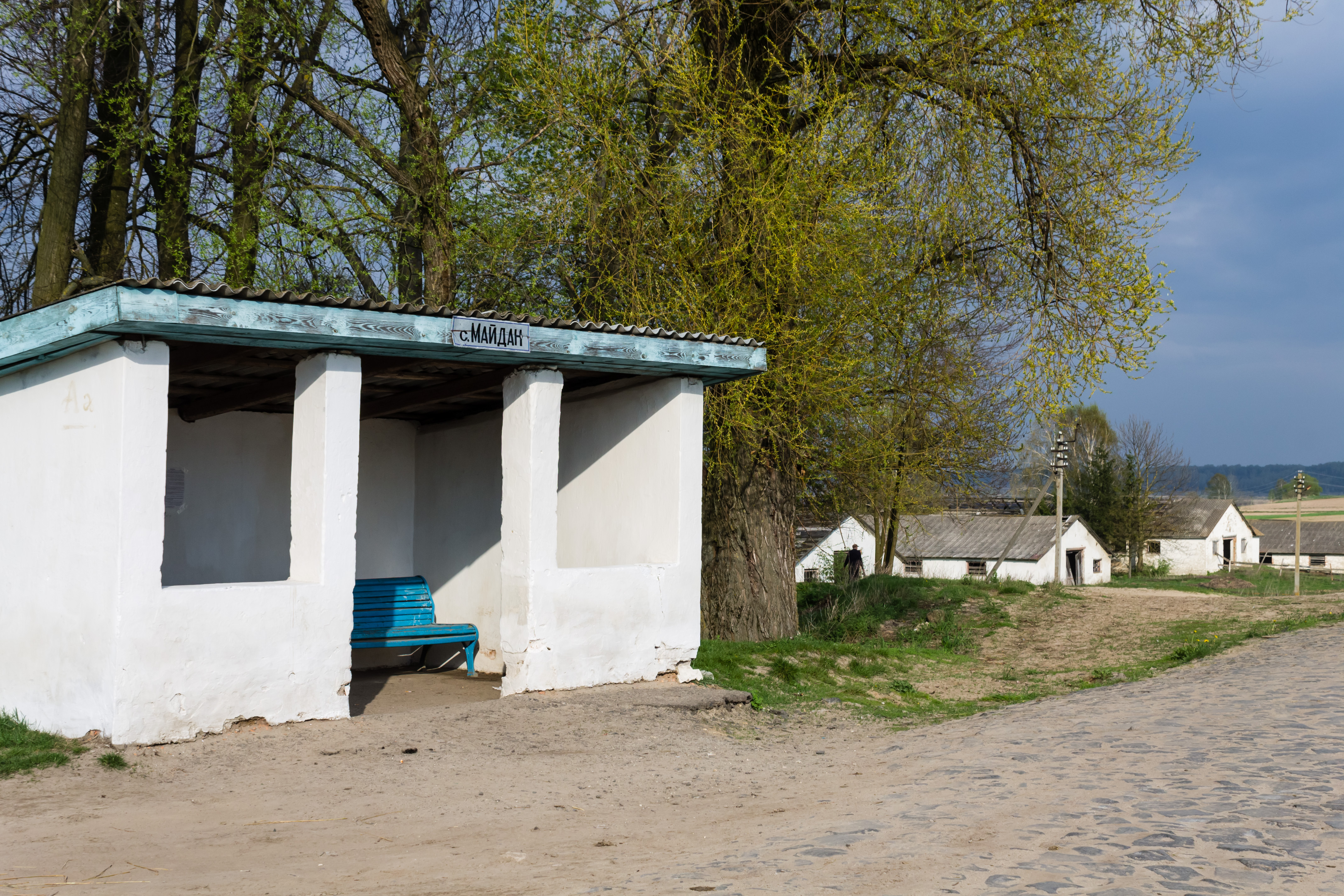
Автобусная остановка в селе
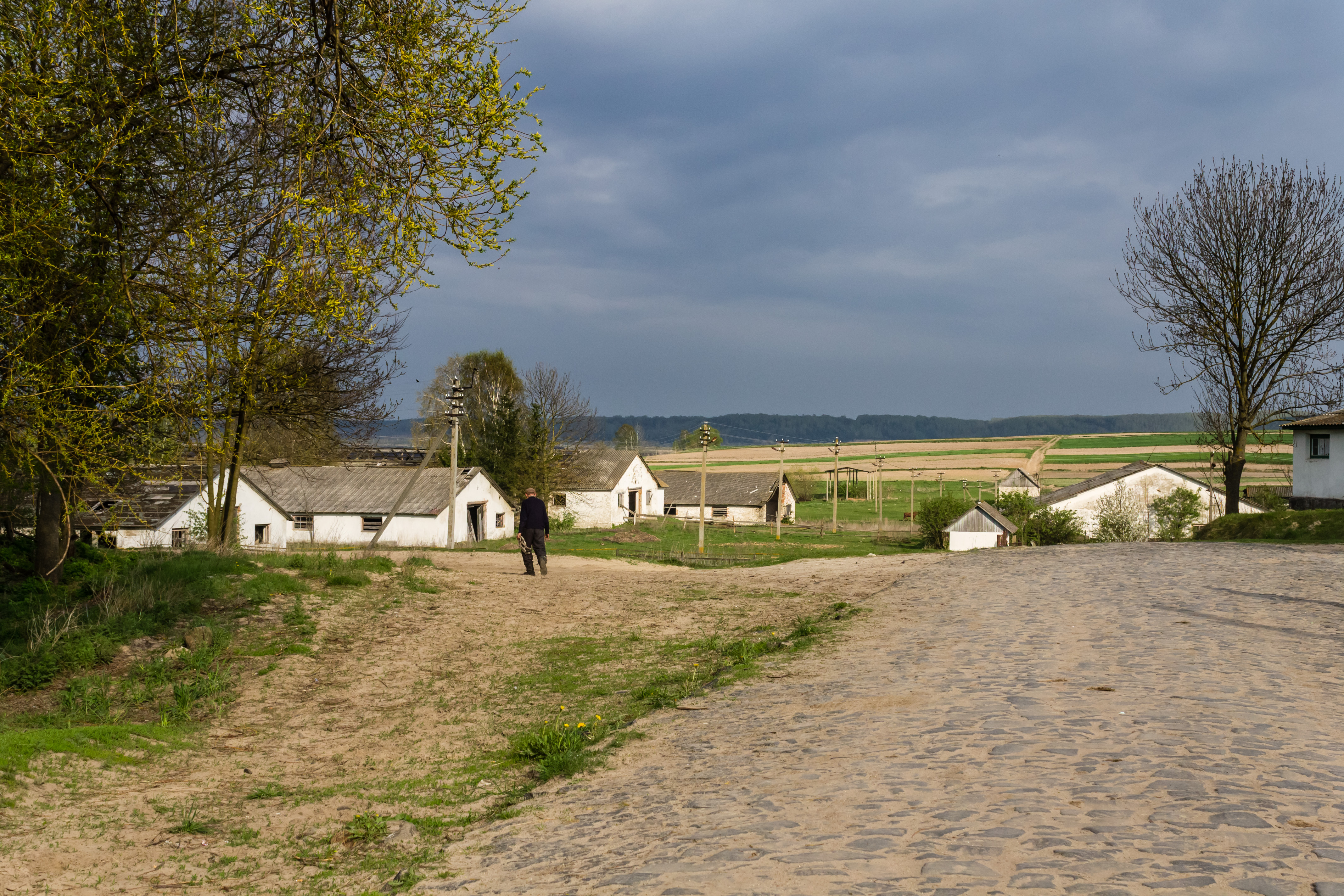
Вид на заброшенную колхозную ферму
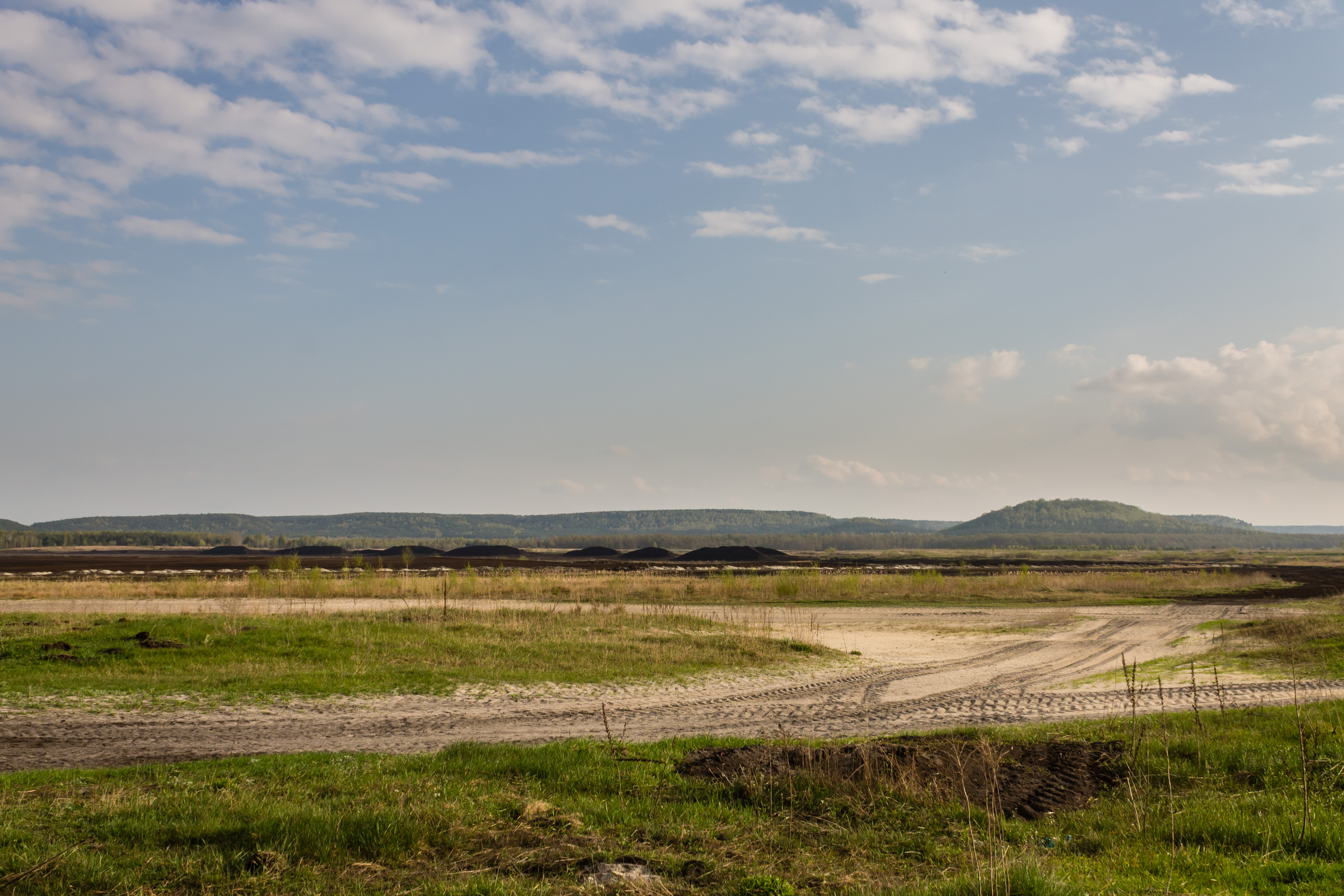
Место добычи торфа
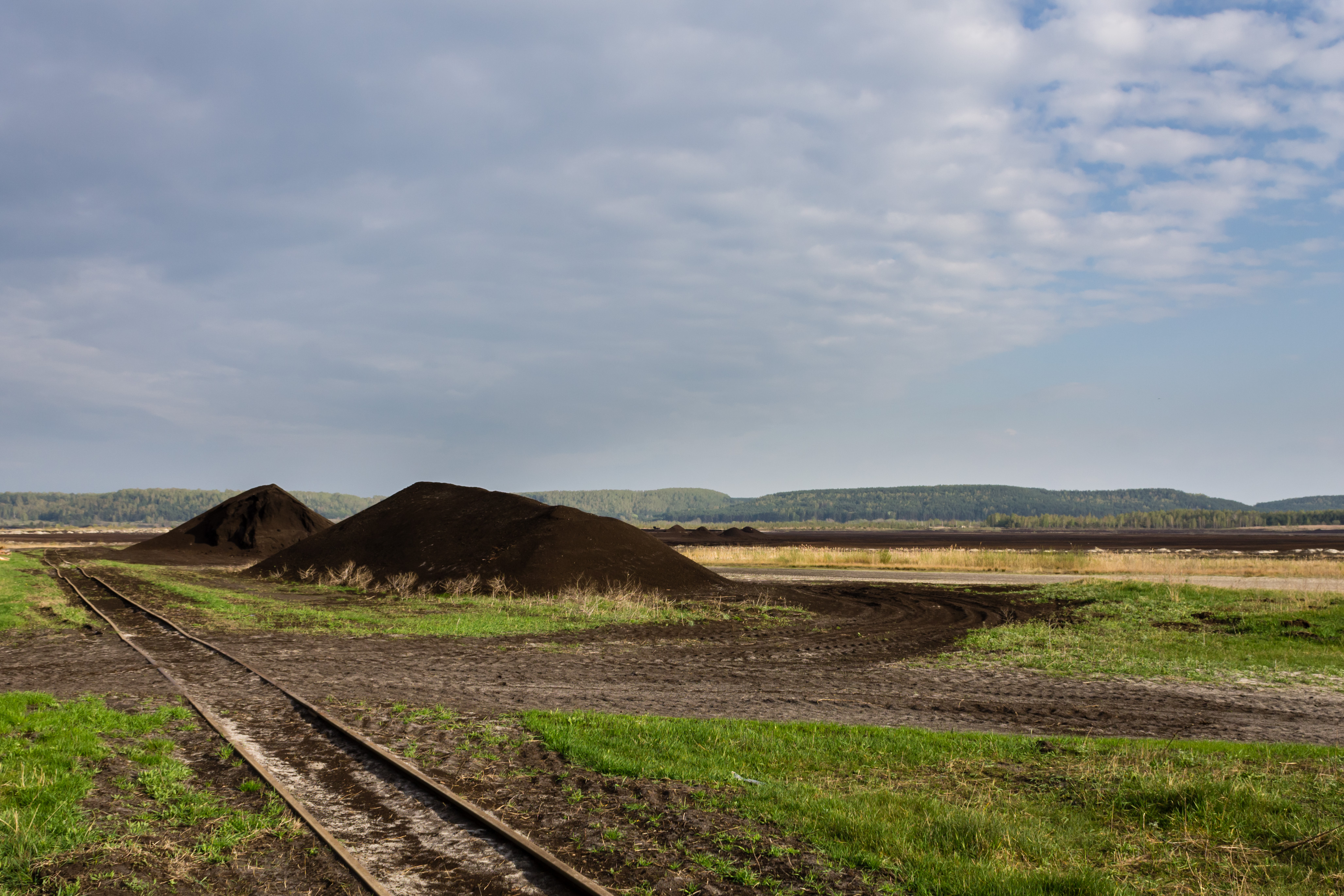
Узкоколейка до места добычи торфа